# Lemuroidea
I Lemuroidei (Lemuroidea Gray, 1821) sono una superfamiglia di primati strepsirrini appartenenti all'infraordine Lemuriformes.
Comprende i lemuri veri e propri (Lemuridae), i lepilemuri (Lepilemuridae) e gli indridi (Indriidae): si tratta in generale di lemuri di dimensioni medio-grandi (pari o superiori al mezzo metro), dalle abitudini essenzialmente erbivore od anche onnivore (as es. i lemuridi sporadicamente integrano una dieta frugivora con artropodi).
Altre caratteristiche comuni a tutte le famiglie ascritte sono la regione dentale modificata a formare un pettine, così come l'unghia dell'indice appuntita, ambedue caratteri evolutisi per il grooming (anche se i lepilemuridi non sono in genere animali sociali), la regione nasale dai caratteri primitivi (da qui il muso volpino di tutte le specie), l'assenza di una barra postorbitale e di una chiusura postorbitale.

## Tassonomia
Alla superfamiglia sono ascritte 3 famiglie e 7 generi:
- Superfamiglia Lemuroidea
  - Famiglia Lemuridae (10 specie)
    - Lemur
    - Eulemur
    - Hapalemur
    - Prolemur
    - Varecia

  - Famiglia Lepilemuridae o Megaladapidae (24 specie)
    - Megaladapis†;
    - Lepilemur

  - Famiglia Indriidae (14 specie)
    - Avahi
    - Indri
    - Propithecus